# Андерсон, Мэри (актриса немого кино)

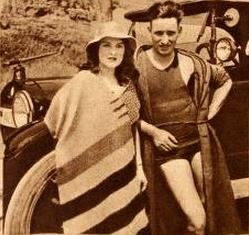
Мэри Андерсон и её муж Плини Гудфренд (1922)

Мэри Андерсон (англ. Mary Anderson; 28 июня 1897 — 22 июня 1986) — американская актриса, снявшаяся в 77 немых фильмах в период между 1914 и 1923 годом.

## Карьера

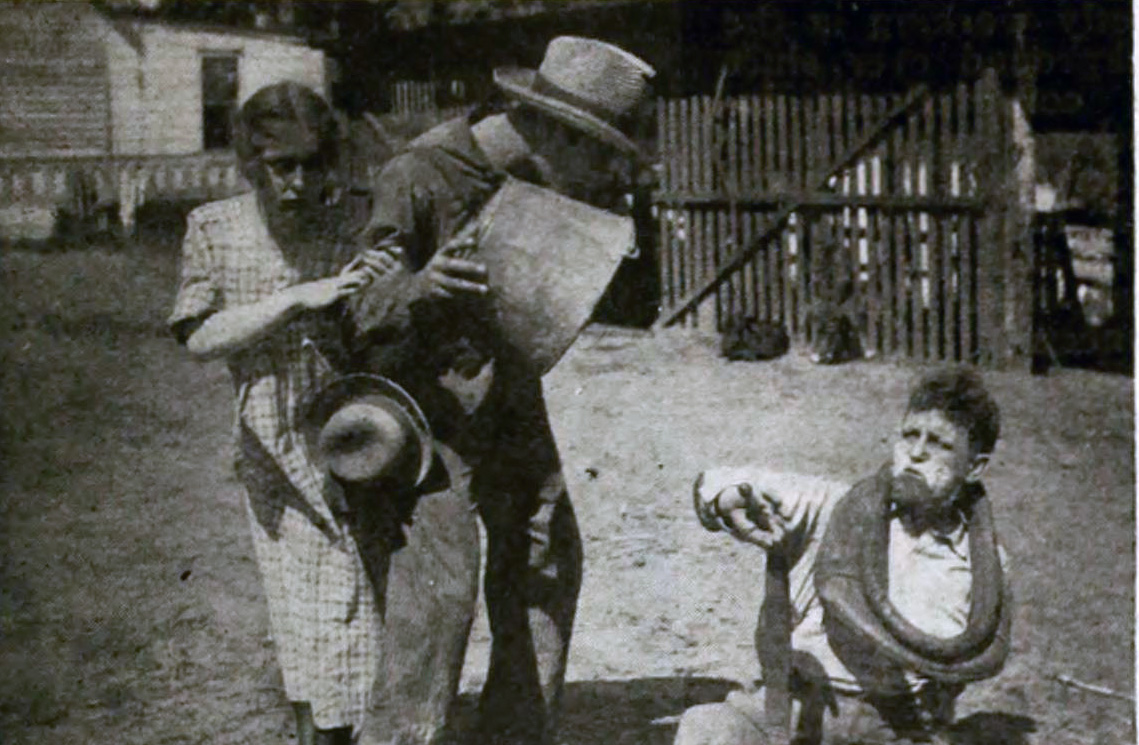
Её любовные отношения (1916)

Андерсон родилась в Бруклине, штат Нью-Йорк, обучалась в Erasmus Hall High School там же. Позже поступила в Holy Cross School и там дала свои первые публичные выступления в качестве греческой танцовщицы на благотворительных мероприятиях. Андерсон была замечена во многих постановках с того дня, как она впервые появилась на киноэкране для Vitagraph Studios.
Будучи популярной актрисой она, вероятно, наилучшим образом сыграла в художественном фильме Ирвина Уиллата «Ложные Лица» (1919) производства Ince-Paramount. Сняла свой собственный фильм « Пузыри» (1920), который был хорошо принят публикой. Она была четырёх футов одиннадцати дюймов ростом, весила сто пять фунтов, у неё были золотистые волосы и голубые глаза. Была опытной пловчихой.
Позже она работала в кинокомпаниях Famous Players-Lasky и Canyon Pictures.

## Личная жизнь/смерть
Была дочерью актрисы Нелли Андерсон. Вышла замуж за кинематографиста Плини Гудфренда, но в 1937 году они развелись. Умерла в Эль-Кахоне, в штате Калифорния, за шесть дней до своего 89-летия.

## Избранная фильмография
- Моя официальная жена[англ.] (1914)
- Безмолвная мольба (1915)
- Человеческий котел (1915)
- Жена Кэла Марвина (1915)
- Цветок пустыни (1916)
- Подкова на удачу (1916)
- Её любовные отношения (1916)
- Предупреждение (1917)
- По праву владения[англ.] (1917)
- Когда мужчины искушаются[англ.] (1917)
- Последний рейд солнечного света[англ.] (1917)
- Разведённая[англ.] (1917)
- Пылающее предзнаменование[англ.] (1917)
- Великолепный злоумышленник[англ.] (1917)
- Ложные лица[англ.] (1919)
- Расточитель[англ.] (1919)
- Пузыри (1920)
- Исчезающие тропы[англ.] (1920)
- Две минуты до конца[англ.] (1921)
- Враги детей[англ.] (1923)